# Yangchun
Yangchun (阳春市S, YángchūnP) è una città-contea della Cina, situata nella provincia del Guangdong e amministrata dalla prefettura di Yangjiang.